# Emma Kammacher
Emma Kammacher, née le 14 mai 1904 à Meyrin et morte le 15 avril 1981 au Grand Saconnex, est une avocate défendant les droits de l'homme et une personnalité politique membre du Parti socialiste suisse.

## Biographie
Emma Kammacher est originaire d'une famille d'agriculteurs bernois. Elle est fille de Christian Kammacher, agriculteur, et de Catherine Émilie Desplands, de Rougemont. Elle commence ses études au Collège Calvin et continue sa formation en étudiant le droit à Lausanne et à Berne. En 1929, après avoir obtenu sa licence, elle revient à Genève où elle obtient le brevet d'avocat en 1932 et ouvre une étude,. Par la suite, elle commence son activité de défenseuse des victimes de la crise de 1929, des sans-droits et parvient en tant que juriste à faire changer les lois.
Emma Kammacher est également membre de différentes associations, notamment en faveur du droit de vote des femmes au niveau fédéral et cantonal en assumant notamment le secrétariat et puis la présidence de l'Association genevoise pour le suffrage féminin entre 1947 et 1955. Nelly Schreiber-Favre (1872- 1972) la première juriste à être admise au barreau genevois, soutient sa jeune consœur et l'encourage dans la lutte pour les droits des femmes. Emma Kammacher est également membre du comité du mensuel Femmes suisses aux côtés d'Émilie Gourd qui la fait collaborer à la revue Le mouvement féministe.

### Députée au Grand Conseil
Elle se lance en politique le 6 mars 1960, lorsque les Genevoises obtiennent le droit de vote sur le plan communal et cantonal. Candidate sur la liste socialiste (le parti socialiste était le premier à admettre les candidatures féminines) elle est élue, en 1961, au Grand Conseil de Genève.
Sa fonction au Grand Conseil lui offre une tribune pour plaider les revendications féministes comme le droit de vote au niveau fédéral et l'amélioration du statut juridique de l'épouse par le biais d'un régime matrimonial égal permettant à la femme une indépendance financière. Elle milite contre la différenciation selon le sexe des cotisations à l'assurance maladie et trouve aberrant d'imposer aux salaries un "congé accouchement" non payé au lieu de le mettre au bénéfice d'une assurance maternité. Emma Kammacher encourage les femmes à participer aux débats publics qui les concernent et elle est toujours à l'écoute des personnes des milieux défavorisés.

Lors de la dernière année de législature, en 1965, elle est élue à la présidence de l'hémicycle et devient la première femme suisse à occuper cette fonction dans un parlement cantonal,. Dans son discours d’investiture, elle ne manque pas de rappeler la longue lutte des femmes sur le chemin de l’égalité civique.
« On lui a demandé si elle considérait l’accession des femmes à la vie politique comme irréversible, Mme Kammacher a répondu : « Voyez-vous, la preuve que nous sommes dans le vrai, c’est que nous n’avons encore jamais reculé et que, nos droits accordés, il ne se trouve plus personne pour oser prétendre qu’il faudra un jour revenir en arrière » » (Images et Événements genevois, 1946-1990, 1990, p.88),
Tout au long de ses fonctions, Emma Kammacher a milité pour l'égalité civique. Le 22 février 1965, en tant que présidente du Grand Conseil, elle adresse en son nom et en celui de 564 Suissesses de la ville de Genève, un recours au Conseil fédéral contre le refus du Conseil d'État genevois de les admettre aux votations et élections fédérales. Le Conseil fédéral la déboute et maintient qu'au niveau fédéral, les droits de vote et d'éligibilité féminins ne peuvent être accordés qu'à l'issue d'un scrutin fédéral, à la majorité du peuple et des cantons.

## Postérité
Une rue à Meyrin porte son nom depuis le 26 mars 1988,,. Une fondation immobilière de droit public a également été nommée en son honneur.